# はしもとオムレツ

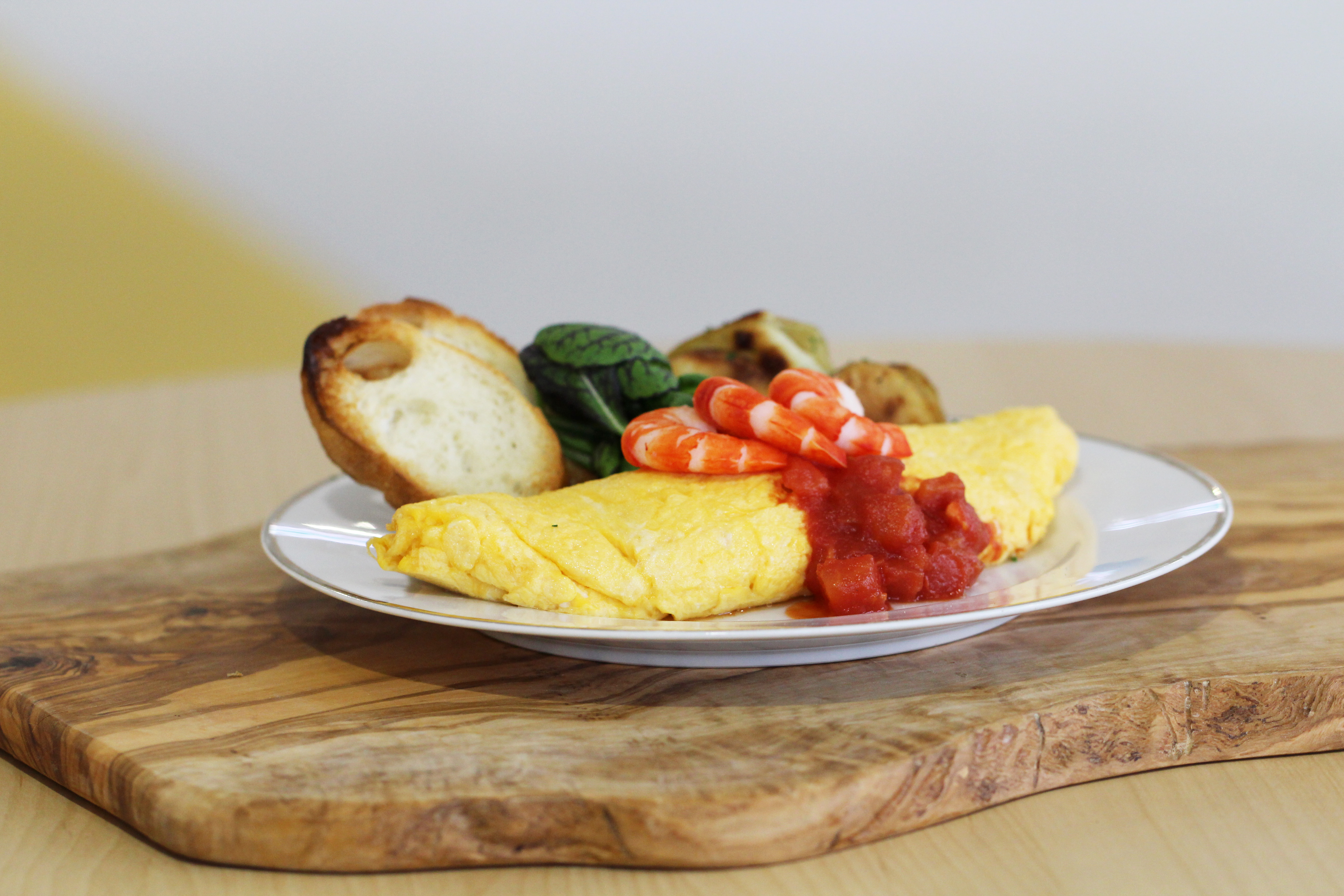
はしもとオムレツ

はしもとオムレツは、和歌山県橋本市が新たな地域産品（ご当地グルメ）として2016年から普及・広報活動をおこなっているオムレツ。

## 概要
2016年に橋本市が「市内産の食材を1つ以上使用していること」を条件として認定を開始した。
橋本市はぐるなびと業務提携をおこなって専用ウェブサイトを開設している。

## 経緯
豊富な食材を生かした観光誘致を求める市民の意見がきっかけとなって2015年から市が新たな食品の検討を開始し、鶏卵の生産量が県内でトップであることから、オムレツが採用されるに至った。市長の平木哲朗は「農業振興にもなる『オムレツの街』は地域活性化戦略の一つ」と述べている。
2016年12月には、市内の認定飲食店の地図（その時点で28店舗）を作成し、記念としてスタンプラリーを実施した。

## 関連イベント
オムレツコンテスト
レシピを募集し、審査によって「グランプリ」を決定する。第1回は2016年9月 - 10月に開催された。